# Átviteli karakterisztika
Az átviteli karakterisztika az elektronikában egy négypólus bemeneti és kimeneti jele közötti összefüggés.
Szokásos megadási módjai:
- Bode-diagram
- Matematikai közelítő függvények

Egy tipikus Bode diagram. A felső görbe az erősítést, az alsó a fázistolást mutatja

- Az egységugrás függvényre adott válaszjel
- Erősítés és sávszélesség (szűrők, HIFI technika)

Egy jelátviteli rendszer súlyfüggvényének (Dirac impulzusra adott válasz) Fourier-transzformáltja, rendszerjellemző, hálózatfüggvény. Megkapható az átviteli függvényből, ha a rendszer stabil. Megadja, mely frekvenciákon mekkora az erősítés (vagy csillapítás) és fázistolás.